# KasperskyOS
KasperskyOS — проприетарная частично POSIX-совместимая микроядерная операционная система. Она предназначена для разработки ИТ-продуктов для отраслей с повышенными требованиями к кибербезопасности, надежности и предсказуемости работы.
Цель KasperskyOS — обеспечить защиту ИТ-систем от вредоносного кода и эксплуатации уязвимостей, а также снизить риски, связанные с ошибками в коде, случайными или намеренными повреждающими действиями.
Разработку KasperskyOS ведёт «Лаборатория Касперского». Операционная система не является модификацией какой-либо из существующих ОС; в её основе — микроядро собственной разработки, написанное с нуля, без использования сторонних библиотек и кода.

## Особенности

### Безопасность
В основе KasperskyOS лежит комбинация различных архитектурных подходов к безопасности, включая MILS и FLASK, а также собственные технологии «Лаборатории Касперского».
В соответствии с архитектурным подходом MILS (Multiple Independent Levels of Security) безопасная ИТ-система состоит из изолированных доменов безопасности и ядра разделения, контролирующего взаимодействия доменов друг с другом.
Все межпроцессные взаимодействия происходят только через монитор безопасности (Kaspersky Security System) и через типизированные интерфейсы. Изолированные программные компоненты могут содержать уязвимости или вредоносный код, но система в любом случае остается безопасной.
В соответствии с архитектурой FLASK система безопасности KasperskyOS разделена на две части: точку применения политик (микроядро) и точку принятия решений по политикам (монитор безопасности). Отделение логики принятия решений безопасности от их применения упрощает анализ системы, и влечет за собой непротиворечивость политик безопасности.

### Микроядерная архитектура
Основой KasperskyOS служит микроядро, написанное на языке C (стандарт С99). Оно содержит всего около 100 тысяч строк кода. Это принципиально снижает число потенциальных уязвимостей и упрощает формальную верификацию. Для сравнения: в открытом монолитном ядре Linux около 21 млн строк.
Микроядро отвечает за необходимый минимум низкоуровневых механизмов, которые могут выполняться только в привилегированном режиме:
- планирование процессов и потоков;
- управление виртуальной памятью;
- управление доступом к портам ввода-вывода;
- управление прямым доступом к памяти;
- синхронизация на основе фьютекса;
- доставка и управление аппаратными прерываниями;
- получение и установка реального времени;
- управление дескрипторами;
- взаимодействие с подсистемой безопасности (Kaspersky Security System).

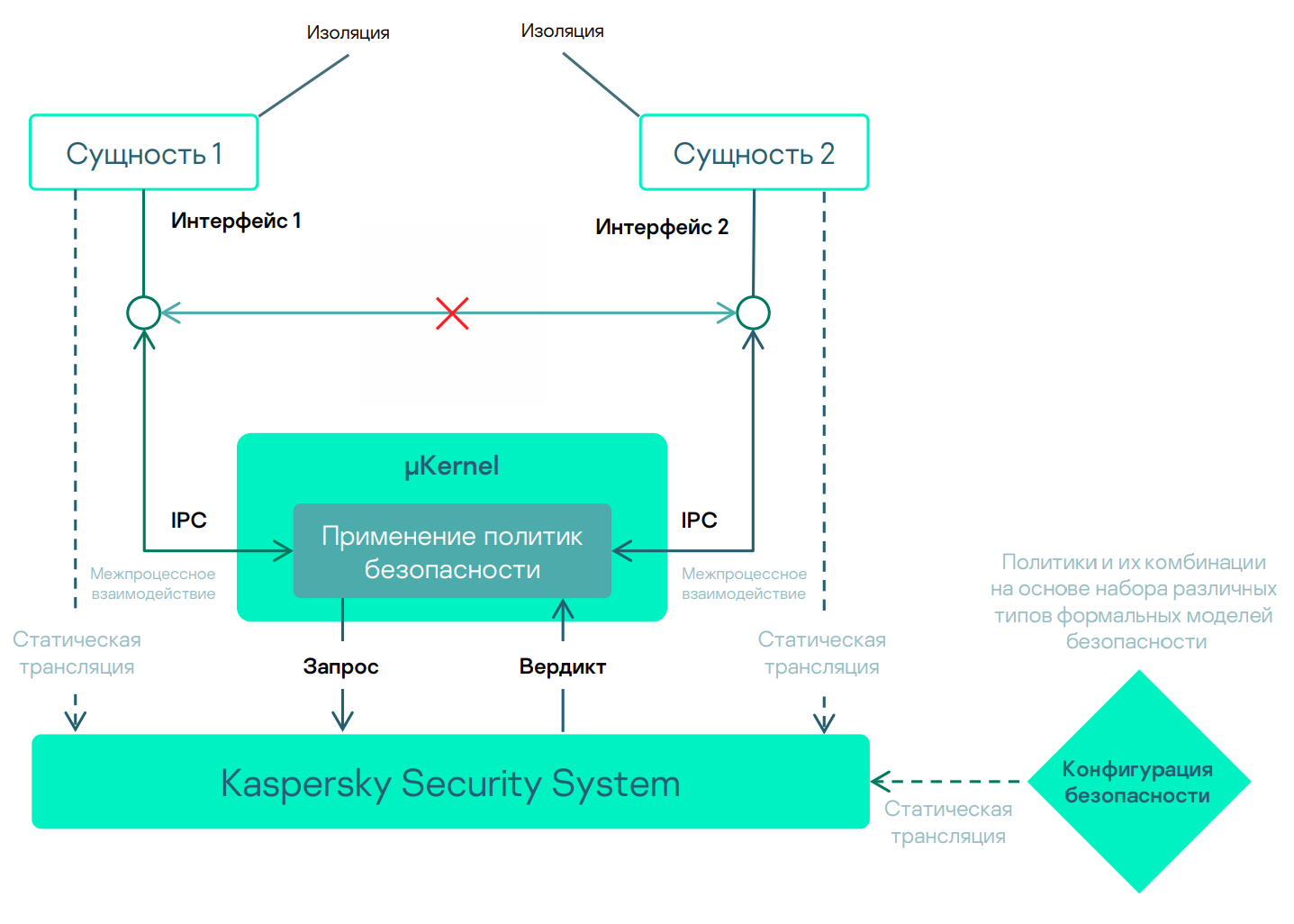
Основные принципы безопасности KasperskyOS

Драйверы, файловые системы, сетевые стеки и другие модули работают в пространстве пользователя в виде отдельных процессов и взаимодействуют с ядром с помощью системных вызовов.
В микроядре KasperskyOS предусмотрено только три системных вызова, что значительно уменьшает поверхность атаки на него.
Микроядерная архитектура KasperskyOS обеспечивает изоляцию компонентов ИТ-системы. Единственный вид межпроцессных взаимодействий, предоставляемый ядром, — синхронный обмен IPC-сообщениями («запросом» и «ответом»). Каждое сообщение передается монитору безопасности Kaspersky Security System для проверки на соответствие заданной политике безопасности. Микроядро KasperskyOS доставит сообщение, только если это взаимодействие напрямую разрешено политикой.

### Монитор безопасности
Подсистема Кaspersky Security System — это монитор безопасности, который контролирует все взаимодействия между компонентами, и единственная точка принятия решений безопасности. Микроядро KasperskyOS доставляет сообщение, только если Kaspersky Security System разрешает его доставку, основываясь на заданном наборе политик безопасности. В случае отрицательного вердикта передача блокируется и могут быть предприняты шаги по восстановлению штатной работы системы.
Для конструирования политик разработан специальный язык описания политик — Policy Specification Language (PSL). Синтаксис PSL позволяет комбинировать в одной политике несколько моделей безопасности, включая конечные и временные автоматы, TE (Type Enforcement), модели ролевого доступа (RBAC) и др. Также можно разрабатывать собственные классы политик. При этом язык PSL достаточно выразительный — описание строится в терминах самой задачи.
PSL избавляет разработчика от необходимости писать реализацию политики безопасности или самостоятельно конфигурировать KSS. Код монитора, оптимизированный под выбранную задачу, генерируется из PSL-описания специальным компилятором.

### Аппаратная совместимость
KasperskyOS поддерживает архитектуры x86, x86_64, ARMv5, ARMv7, ARMv8 и MIPS32.
Протестированные аппаратные платформы: Intel Generic и Atom CPUs, NXP i.MX6 (Solo, Duo и Quad), NXP i.MX27, TI Sitara AM335x, TI Sitara AM43xx, HiSilicon Kirin620, MIPS24k.
Версия KasperskyOS Community Edition позволяет разрабатывать учебные приложения для запуска на эмуляторе QEMU (x86_64) или на Raspberry Pi 4 Model B.

## История создания
Разработка началась 11 ноября 2002 года, что отражено в рабочем названии «11.11». Впервые операционная система была анонсирована в октябре 2012 года в блоге Евгения Касперского.
В декабре 2013 стало известно о бета-тестировании системы компаниями-партнёрами.
Во-первых, наша система — узкоспециализированная, она разрабатывается для решения конкретной задачи, и не предназначена для игры в Half-Life, редактирования видео или общения в соцсетях. Во-вторых, мы работаем над методом написания ПО, которое в принципе (by design) не будет способно выполнять незаявленную в нем функциональность… это вещь доказываемая и проверяемая.Евгений Касперский 16.10.2012
В ходе работ над защищённой ОС появился модуль Kaspersky Security System, который может быть также встроен в PikeOS или Linux. В феврале 2015 года было объявлено о партнёрстве с компанией SYSGO), производителем PikeOS.
18 августа 2016 года было объявлено о завершении работы над операционной системой и стало известно о первом партнёре, на чьём оборудовании будет установлена KasperskyOS — это маршрутизаторы (коммутаторы уровня L3) компании Kraftway.
15 февраля 2017 года система была официально выпущена.
В 2019 году «Лаборатория Касперского» разрабатывает защищенную мобильную ОС на базе существующей KasperskyOS.
В апреле 2021 года был представлен первый коммерческий продукт на базе KasperskyOS — шлюз для промышленного интернета вещей Kaspersky IoT Secure Gateway 100. Шлюз был разработан совместно с Апротех, дочерним предприятием «Лаборатории Касперского» и является первым устройством со свойством кибериммунности.
В ноябре 2021 года «Лаборатория Касперского» выпустила в открытый доступ бесплатную версию ОС, предназначенную для обучения — KasperskyOS Community Edition.
В июле 2022 года «Лаборатория Касперского» представила второй кибериммунный шлюз семейства Kaspersky IoT Secure Gateway — KISG 1000. Решение разработано совместно с компанией Апротех.
В июне 2023 года в «Лаборатории Касперского» рассказали о разработке смартфона на базе KasperskyOS. На тот момент прототип устройства уже был оснащён базовыми приложениями, такими как звонки и SMS. В апреле 2024 года Евгений Касперский в рамках инновационного саммита «Systeme Electric» продемонстрировал исследовательский образец гаджета от разработчика «Аквариус».
В апреле 2024 года «Лаборатория Касперского» продемонстрировала прототип магазина приложений для устройств со своей операционной системой. В июле 2024 года компания запустила платформу «Kaspersky Appicenter» для корпоративных клиентов и промышленных предприятий.

## Применение

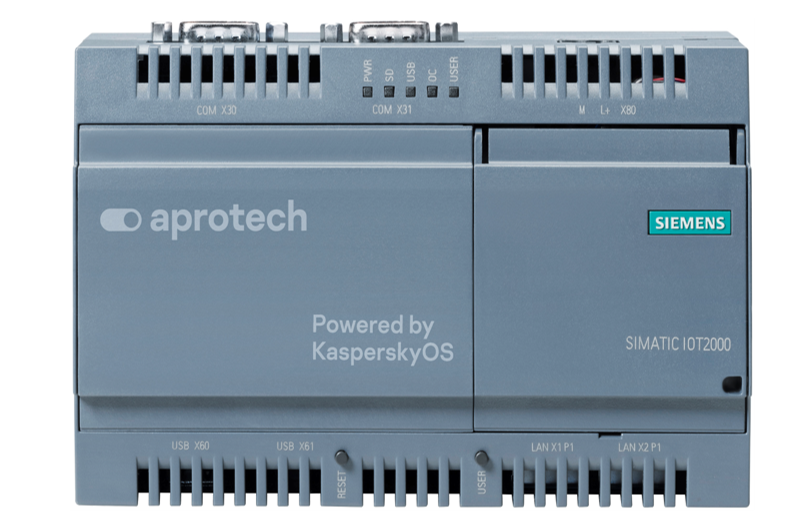
IoT-шлюз KISG 100 на базе аппаратной платформы Siemens SIMATIC IOT2040

KasperskyOS примененяется в областях, где существуют повышенные требования к кибербезопасности, надежности и предсказуемости работы:
- Интернет вещей (IoT и IIoT) и умный город
- Транспорт
- Инфраструктура виртуальных рабочих столов (VDI)
- Корпоративные мобильные устройства

### Продукты
На базе KasperskyOS существует несколько продуктов, как проходящих пилотирование, так и доступных на рынке.
В решение Kaspersky IoT Infrastructure Security входят IoT-шлюзы:

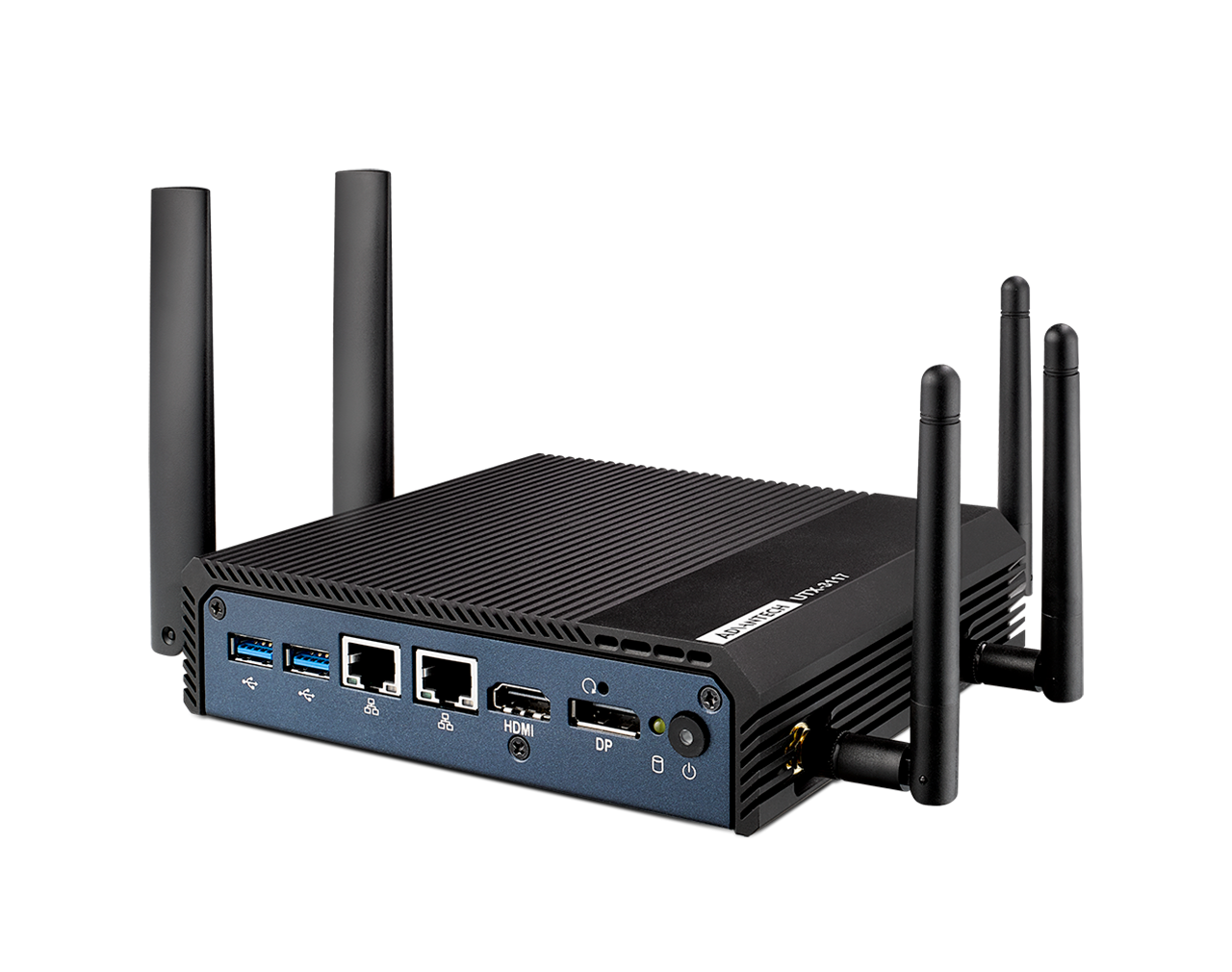
IoT-шлюз KISG 1000 на базе аппаратной платформы Advantech UTX-3117

- IoT-шлюз KISG 1000 на базе аппаратной платформы Advantech UTX-3117Kaspersky IoT Secure Gateway (KISG) 100. Это первый вышедший на рынок «кибериммунный» шлюз, разработанный совместно с Апротех — дочерним предприятием «Лаборатории Касперского». KISG 100 не позволяет получить доступ к оборудованию извне, поскольку выступает в роли дата-диода, пропуская данные только в одном направлении. Для обработки и анализа информация передается в облачные платформы. Устройство построено на аппаратной платформе Siemens Simatic IOT2040.
- KISG 1000. Шлюз агрегирует данные, собранные с различных устройств, и передает их в корпоративную сеть или облачные платформы по сотовым сетям или Ethernet. В шлюзе имеется межсетевой экран, технология предотвращения и обнаружения вторжений, функции мониторинга подключенных устройств, а также работа через централизованную систему управления.Kaspersky Thin Client на базе аппаратной платформы TONK TN-1200

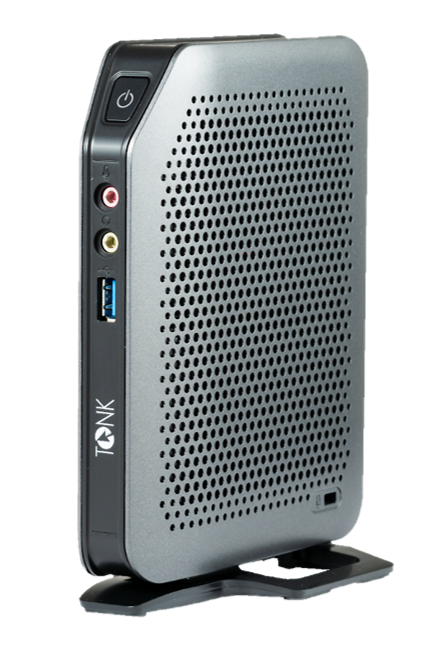
Kaspersky Thin Client на базе аппаратной платформы TONK TN-1200

В состав решения Kaspersky Secure Remote Workspace входит тонкий клиент Kaspersky Thin Client, построенный на аппаратной платформе TONK TN-1200. Он предоставляет доступ к удаленным виртуальным рабочим столам на платформе виртуализации Базис. Workplace (ранее Скала-Р ВРМ) и по протоколу RDP.

### Использование
В рамках пилотного проекта «Умный город» в Оренбурге на базе шлюзов KISG 1000 организована облачная диспетчерская для различных жилых и административных городских объектов.
Шлюзы KISG 1000 используются для построения безопасной инфраструктуры в проекте РЖД «СМАРТ. Обогрев стрелок».
Апротех совместно с Челябинским трубопрокатным заводом реализовал цифровой сервис «Мониторинг станков». В его рамках станки с ЧПУ посредством шлюзов KISG 100 подключаются к облачной платформе Siemens MindSphere и обеспечивают мониторинг и визуализацию технологических процессов.
Шлюзы KISG 100 используются в цифровом сервисе по мониторингу станков, разработанном Апротех для «СтанкоМашКомплекса».
Шлюз KISG 100 обеспечивает безопасную передачу данных со станков холдинга «Ленполиграфмаш». С помощью интеграционных адаптеров от компании «Синимекс» данные преобразовываются в события для ERP- и MES-систем на платформе «1С: Предприятие». Решения «1С: Предприятия» в реальном времени предоставляют пользователям визуализированные данные — оценку стоимости работ и простоя оборудования, временные и количественные параметры производства.
Безопасная автомобильная платформа на базе операционной системы KasperskyOS[200], встроена в высокопроизводительный блок управления Ajunic (немецкая компания AVL Software and Functions GmbH). Он может применяться, например, в системах содействия водителю (ADAS).
Министерство цифрового развития и связи Оренбургской области включило решение Kaspesky Secure Remote Workspace в перечень типовых автоматизированных рабочих мест, которые органы исполнительной власти могут использовать при построении своей инфраструктуры в рамках исполнения Постановления Правительства от 16 ноября 2015 г № 1236 «Об установлении запрета на допуск программного обеспечения, происходящего из иностранных государств, для целей осуществления закупок для обеспечения государственных и муниципальных нужд».
«Лаборатория Касперского» совместно с российским производителем электроники «Систэм Электрик» объявила о планах выпуска мини-компьютеров на базе KasperskyOS для обеспечения безопасности энергосетей в промышленном производстве и на энергетических объектах.